# Adán Martín
Adán Pablo Martín Menis (Santa Cruz de Tenerife; 19 de octubre de 1943 - Barcelona; 10 de octubre de 2010) fue un político español, presidente del Gobierno de Canarias desde julio de 2003 hasta 2007.

## Biografía
Nació en Santa Cruz de Tenerife. Estudió ingeniería industrial en Barcelona y tras terminar su carrera se diplomó en ciencias empresariales por ESAE y el Instituto Balear de Dirección Empresarial. Más tarde, trabajó durante dos años para Chrysler en Inglaterra (Reino Unido), además de para la empresa vasca Ibérica de Montajes, a su vuelta a Tenerife, relacionada con la Refinería de Santa Cruz de Tenerife, cuya desmantelación está prevista para 2022 y sobre la cual se reivindica la permanencia de algunas piezas que los expertos consideran de valor patrimonial industria
Inició su actividad política en 1979 en las primeras elecciones municipales democráticas en España, donde salió elegido concejal por Santa Cruz de Tenerife, formando parte de la lista ganadora del partido Unión de Centro Democrático (UCD). Fue primer teniente de alcalde del Ayuntamiento de Santa Cruz de Tenerife (1979-1987). Durante este período, fue responsable del área de Urbanismo, liderando la elaboración del Plan General de Ordenación Urbana y del Plan Especial de Reforma Interior (PERI) de la ciudad. Estas iniciativas fueron fundamentales para la modernización urbana y la preservación del patrimonio histórico de la capital tinerfeña.
Participó en 1983 junto al alcalde de Santa Cruz  Manuel Hermoso Rojas, su gran mentor político, en la fundación de la Agrupación Tinerfeña de Independientes (ATI), de la que ocupó su secretaría general durante ocho años. ATI fue  la principal precursora de la creación de  Coalición Canaria en 1993.
Entre 1981 y 1982 Adán Martín fue miembro del ente preautonómico la Junta de Canarias, donde fue consejero de Industria y Energía. Tras la aprobación del Estatuto de Autonomía de Canarias fue consejero de Obras Públicas del Gobierno de Canarias.
En 1987 encabezó la lista electoral de Coalición Canaria  que ganó las elecciones del gobierno insular de Tenerife [Cabildo Insular de Tenerife] con trece de sus 27 consejeros, lo  que le convirtió automáticamente en presiente presidente del Cabildo de Tenerife (1987-1999) y diputado por la provincia de Santa Cruz de Tenerife (1993-1996), vicepresidente del Gobierno de Canarias y consejero de Economía y Hacienda (1999-2003).
En 2003, salió elegido diputado autonómico en las elecciones autonómicas, donde encabezó la lista por Tenerife de la formación nacionalista Coalición Canaria, y fue nombrado por los parlamentarios Presidente del Gobierno de Canarias, manteniéndose en el cargo hasta su retirada en julio de 2007. Destacó en su gestión la mejora de las condiciones de las islas y las denominadas regiones ultraperiféricas europeas de la Unión Europea, mejoró las directrices de ordenación territorial de Canarias e impulsó un nuevo estatuto de autonomía que quedó paralizado debido a la fragmentación política en las islas.

## Muerte y funeral
Falleció a las 4:00 horas del día 10 de octubre de 2010 en un hospital de Barcelona tras un cáncer al que combatió durante doce años.
Su capilla ardiente se instaló en la sede de la Presidencia del Gobierno de Canarias en Santa Cruz de Tenerife, el día 11 de octubre tuvo lugar su entierro, con una procesión fúnebre desde la capilla ardiente hasta la Iglesia Matriz de la Concepción de Santa Cruz de Tenerife. Allí se celebró la misa de mano del Obispo de la Diócesis Nivariense, Bernardo Álvarez Afonso y en la que estuvieron presentes otras autoridades civiles. De la Iglesia de la Concepción el féretro partió hacia el Cementerio de Santa Lastenia.

## Homenajes
El 28 de enero de 2011 el Cabildo de Tenerife aprobó por unanimidad la propuesta del cambio de nombre del Auditorio de Tenerife a Auditorio de Tenerife "Adán Martín", como homenaje tras haber promovido este su construcción desde la presidencia del Cabildo de Tenerife. Aunque a pesar de esto, el edificio sigue siendo más conocido por su nombre original.

## Cargos desempeñados
- Concejal de Urbanismo del Ayuntamiento de Santa Cruz de Tenerife (1979-1987).
- Consejero de Industria de la Junta de Canarias (1981-1982).
- Presidente del Cabildo de Tenerife (1987-1999).
- Diputado por Tenerife en el Congreso de los Diputados (1993-1996).
- Diputado por Tenerife en el Parlamento de Canarias (1999-2007).
- Vicepresidente del Gobierno de Canarias (1999-2003).
- Consejero de Economía y Hacienda de Canarias (1999-2003).
- Presidente del Gobierno de Canarias (2003-2007).